# Phenacogrammus interruptus
Espèce
Synonymes
- Alestopetersius interruptus
- Hemigrammalestes interruptus
- Micralestes interruptus

Statut de conservation UICN

 LC  : Préoccupation mineure
Phenacogrammus interruptus, communément appelé Tétra du Congo ou Phénaco, est une espèce de poissons d'eau douce de la famille des Alestidaes originaire d'Afrique centrale.
C'est un poisson souvent maintenu en aquariophilie en raison de ses couleurs et de sa forme qui sont très souvent appréciées. On distingue facilement le mâle de la femelle, le mâle est plus grand et plus coloré.
Poisson paisible mais plutôt vif, s'il doit être maintenu dans un aquarium il aura besoin d'un bon espace de nage (minimum 1m de façade).
Il s'agit d'un poisson grégaire, dans un aquarium il doit être maintenu dans un groupe d'une dizaine d'individus minimum, si ce n'est pas le cas il risque de stresser et d'être plus sensible aux maladies.